# Habenaria macilenta
Habenaria macilenta är en orkidéart som först beskrevs av John Lindley och George Bentham, och fick sitt nu gällande namn av Heinrich Gustav Reichenbach. Habenaria macilenta ingår i släktet Habenaria och familjen orkidéer. Inga underarter finns listade i Catalogue of Life.